# Gustav Kießler

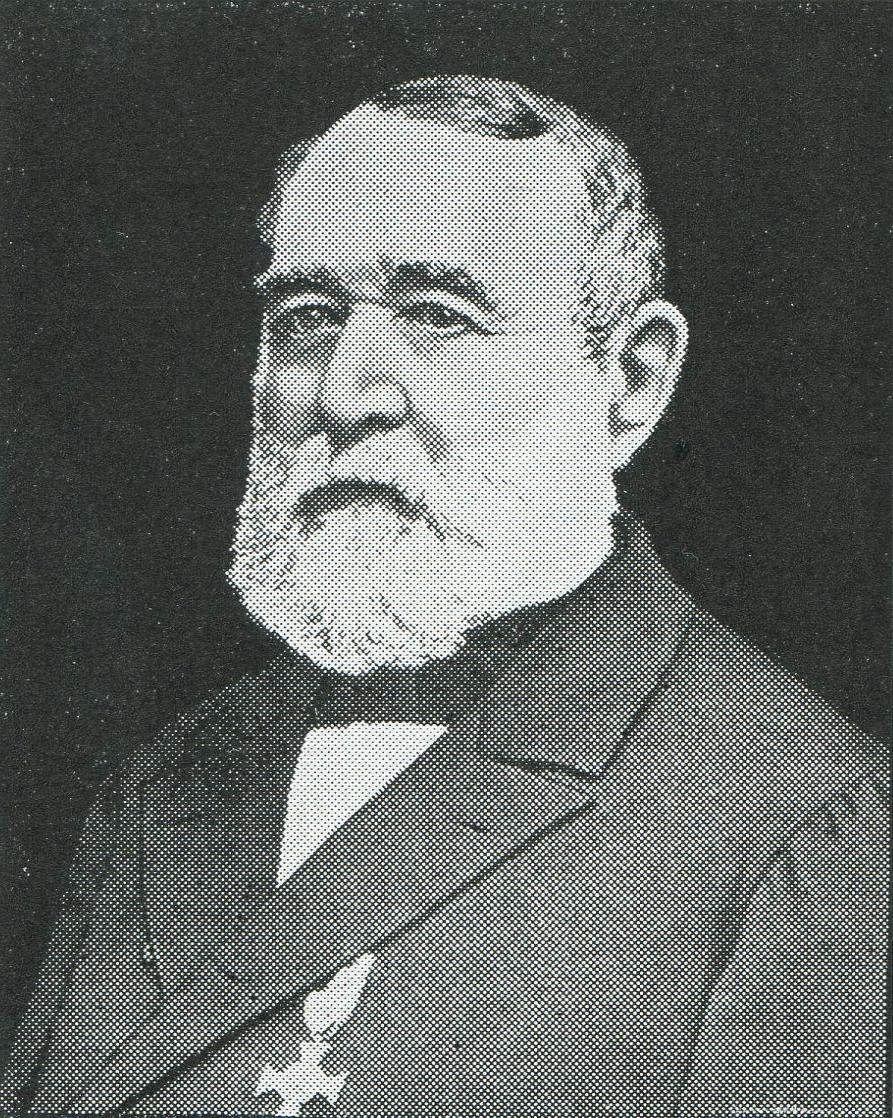
Gustav Kießler

Gustav Kießler (* 12. Mai 1807 in Görlitz; † 1883; vollständiger Name: Gustav Julius Gotthelf Kießler) war ein deutscher Maurermeister und Bauunternehmer, der als Mitglied des Görlitzer Stadtrats auch kommunalpolitisch aktiv war. Er war außerdem Mitglied der 1764 gegründeten Freimaurerloge Zur gekrönten Schlange (Görlitz, Nr. 49).
Kießler war in Görlitz am Bau des Neißeviadukts, des ersten Bahnhofs und des Theaters beteiligt. Sein Wohnhaus befand sich an der Sonnenstraße, deren Anlegung er mit initiierte.